# 246년

## 연호
- 위(魏) 정시(正始) 7년
- 촉(蜀) 연희(延熙) 9년
- 오(吳) 적오(赤烏) 9년

## 기년
- 위(魏) 소제(少帝) 7년
- 촉(蜀) 후주(後主) 24년
- 오(吳) 대제(大帝) 25년
- 신라(新羅) 조분 이사금(助賁泥師今) 17년
- 고구려(高句麗) 동천왕(東川王) 20년
- 백제(百濟) 고이왕(古爾王) 13년

## 사건
- 음력10월, 신라, 동남쪽에 흰 기운(氣運)이 있었는데 마치 한 필의 명주(明紬)와도 같았다.
- 음력 11월, 신라, 경도(京都)에서 지진이 났다.

## 참고 문헌
- 김부식 (1145). 〈권02 조분 이사금 條〉. 《삼국사기》.